# Марин Георгиев (поет)
Вижте пояснителната страница за други личности с името Марин Георгиев.
Марин Георгиев Маринов е български поет, преводач, културен журналист.

## Биография
Марин Георгиев е роден на 9 април 1946 г. в село Биволаре, Плевенско. Завършва Техникума по механотехника в Плевен и българска филология във Великотърновския университет „Кирил и Методий“. Редактор е в културния отдел на Радио Варна. Работи във вестниците „Учителско дело“, „Народна младеж“, „Пулс“ и „Литературен фронт“.
В края на 1981 г. е приет за член на Съюза на българските писатели (СБП), преди това – в Съюза на българските журналисти, после и в Съюза на преводачите в България.
В края на декември 1990 г. е назначен за заместник главен редактор на органа на СБП „Литературен фронт“, преименуван от новото ръководство в „Литературен форум“.
В началото на 1991 г. основава първото частно издание в областта на културата – „Литературен форум – ООД“. На 5 февруари 1992 г. е избран от общото събрание на съдружниците за управител на фирмата и директор на вестника и издателството, а от 2001 г. е и собственик.
През 1994 г. е сред създателите на Сдружение на български писатели, а през 1996 г. – на „Форум Българо-унгарска взаимност – 2014“, който е със седалища в Будапеща и София.
Негови стихове са превеждани в антологии на българската поезия в Русия, САЩ, Унгария и Македония, а отделни публикации има на руски, английски, унгарски, финландски, словашки, гръцки, румънски, албански и др.
Книгите на Марин Георгиев се притежават от Библиотеката на Конгреса (САЩ), библиотеките на Харвард, Принстън, Йейл, Колумбийския университет в Ню Йорк, Калифорнийския университет в Лос Анджелис, Британската библиотека и Френската национална библиотека, както и в библиотеките на редица университети с катедри по източноевропейски изследвания.

## Творчество
Принос в документалистиката е романът разследване „Третият разстрел“.

## Книги

### Поезия
- „Село“, изд. „Народна младеж“, 1975;
- „Памет“, изд. „Народна младеж“, 1979;
- „От първо лице“, изд. „Български писател“, 1986;
- „Показалец“, „стихотворна книга“, изд. „Георги Бакалов“, Варна, 1986;
- „Доживяване“ – късни стихотворения, изд. „Фабер“, Велико Търново, 2011[5];
- „До тук“, събрани стихове, изд. „Слово“, Велико Търново, 2011;
- „Se Isten, se ördög“, „Napkút Kiadó“, Budapest („Ни Бог, ни дявол“, издателство „Напкут“, Будапеща), избрани стихотворения, 2015.
- „Valaki figyel“, („Някой винаги гледа“ – избрана проза и поезия), изд. „Magyar Naplo“, Budapest 2019.
- „Девет“. Девет поеми 1977 – 2017. Изд. Литературен форум, София, 2023.

### Проза
- „Праг“, проза, изд. „Народна младеж“, 1981;
- „Когато главнята стане дърво“, публицистика, изд. на „Отечествения фронт“, 1987;
- „Показания“, поезия и проза, изд. „Народна младеж“, 1990;
- „Записки на слугата“, мемоари, УИ „Св. Климент Охридски“, 1991;
- „Третият разстрел“, „роман–разследване“, Военно издателски комплекс „Св. Георги Победоносец“, изд. „Литературен форум“, 1993;
- „Крах на митологията“, литературно-критически статии, УИ „Св. Климент Охридски“, Съюз на филолозите, 1994;
- „Здравей, разбойнико“, УИ „Св. Климент Охридски“, 1995;
- „Отворена книга“, „личен роман“, ИК „Хермес“, Пловдив, 2011;
- „С подскоците на скакалеца“, бележки върху поезията на Кирил Кадийски, 2014; второ издание, 2015; трето издание, 2019;
- „Звезден пратеник: Николай Кънчев и българската поезия“, изд. „Литературен форум“ и „Нов Златорог“, 2016, 324 с. ISBN 978-954-740-095-5;
- „Венчан до живот – моята унгарска Европа“, 2017.
- „Камъчета под езика“. Изд. Литературен форум, София, 2023. ISBN 978-954-740-145-7.
- "Заговорът на мъртвите". Изд. Колибри, София, 2024. ISBN 978-619-02-1458-8.

### За деца
- „От игла до конец“, стихотворения за деца, изд. „Български писател“, 1984;
- „С Петър и Марина у дома и в детската градина“, стихотворения за деца, библиотека „Славейче“, 1986;
- „Скарали се две петлета“, стихотворения за деца, изд. „Отечество“ 1988;
- „Числа от букви“, стихотворения за деца, Военно издателски комплекс „Св. Георги Победоносец“, 1994.

### Преводи
- Лариса Василиева, „Зимна дъга“, избрани стихотворения, подбор и превод Марин Георгиев, изд. „Народна култура“, 1986;
- Ищван Шинка, „Под безмилостните звезди“, стихотворения, подбор и превод Марин Георгиев, послеслов Петер Юхас, изд. „Българска сбирка“, 2006;
- Ищван Шинка, „Поле и мечти“, стихотворения, подбор и превод Марин Георгиев, послеслов Петер Юхас, второ допълнено издание – „Литературен форум“, 2010.

## Електронни публикации
- Марин Георгиев. През прозореца със счупено стъкло. За Константин Константинов.
- Марин Георгиев. „Битката за безсмъртие започва, когато вече не можеш да участваш в нея“ Архив на оригинала от 2023-02-05 в Wayback Machine. Откъс от книгата „Камъчета под езика“, 2023
- Марин Георгиев. Опити за опитността За Георги Мишев.
- Марин Георгиев. Балканджи Йово като Иисус: защо смятам романа „Бежанци“ за голям български роман
- Марин Георгиев. Мълчаливият воин. За Марко Ганчев.
- Марин Георгиев. Минало сегашно. Рецензия за „Дяволина“от Дьорд Шпиро, изд. „Ерго“)
- Марин Георгиев. Неизплюти фасове. За Константин Павлов.
- Марин Георгиев. Пет писма, една картичка и един откъс от дневник За Никола Вапцаров.
- Марин Георгиев. „Когато променяхме света" Откъс от ръкопис.
- Марин Георгиев. Радичков – от другата страна на луната  Откъс от „Дневници“
- Марин Георгиев. Два превода, един сюжет. Сравнение на два превода (А. Далчев и Ст. Гечев) на „В очакване на варварите“ от К. Кафавис.
- Марин Георгиев. Под Иго/в. За Светлозар Игов, октомври 2023.
- Марин Георгиев. Изповедта на един чуждопоклонник. „Случаят' проф. Ото Кронщайнер 22 години по-късно.
- Марин Георгиев. Старовремие (1). За Христо Огнянов.
- Марин Георгиев. Старовремие (2).
- Марин Георгиев. Но аз напредвам упорито. Рецензия за "Поезия 1967-2023" на Кирил Кадийски.
- Марин Георгиев. Същото от същото.
- Марин Георгиев. Непредвидена  среща. За Илия Волен.
- Марин Георгиев. Трети март, преди да стане национален празник.
- Марин Георгиев. Между свободата и свободията.
- Марин Георгиев. Зависимият е предразположен към робство или направо е роб. Интервю.
- Марин Георгиев. От поезия към проза. 120 г. от рождението на Илия Волен.

## Награди
През май 2001 г. Марин Георгиев получава високото държавно отличие на Унгарската република за изключителни заслуги в популяризирането и представянето на унгарската култура – „Про Култура Хунгарика“, връчено му лично от министъра на културата на Република Унгария. За същото през 2016 г. става носител на ордена на президента на Унгария.
Първи носител на наградата „Теодор Траянов“ в Пазарджик (заедно с Валери Станков) (2012).
На 14 февруари 2018 г. в гоблената зала на хотел „Гелерт“, Будапеща, му е връчена литературната награда Паметна сабя „Балинт Балаши“ за заслуги към унгарската литература.
Първият чуждестранен носител на наградата за поезия на Фондация „Йожеф Уташи“ – 2019 година.

## За творчеството на Марин Георгиев
- Мариана Тодорова, „Марин Георгиев“, Речник на българската литература след Освобождението, Институт за литература на БАН.
- Георги Мишев. Ведро без дъно. Фрагменти около една книга на Марин Георгиев.
- Марко Ганчев. Когато поет чете поета. За две книги на Марин Георгиев.
- Марко Ганчев. Писмата като рецензия : Марко Ганчев до Марин Георгиев
- Емил Басат. Отворено писмо за литературните дневници (по повод на „Камъчета под езика“. Марин Георгиев, изд. „Литературен форум“, 2023 г.
- Девет поеми на Марин Георгиев в една книга. Димитрина Кюркчиева представя книгата "Девет" на Марин Георгиев в разговор с автора, който гостува в Артефир, БНР (звуков файл).
- Кирил Кадийски. Една нова "Видрица". За "Камъчета под езика" от Марин Георгиев, Лит. форум, 2023.
- Николай Павлов. Камъните на Сизиф.
- Емил Басат. Паметта като Вергилий. За "Заговорът на мъртвите" от Марин Георгиев, Колибри, 2024.
- Милена Кирова. Аз не пиша - аз се изповядвам. За "Заговорът на мъртвите" от Марин Георгиев, Колибри, 2024.